# Équipe du Danemark de cyclisme sur route
L'équipe du Danemark de cyclisme est la sélection de cyclistes danois, réunis lors de compétitions internationales (les championnats d'Europe, du monde et les Jeux olympiques notamment) sous l'égide de l'Union cycliste danoise.

## Palmarès

### Jeux olympiques

#### Course en ligne masculine
L'épreuve de course en ligne masculine est introduite aux Jeux olympiques en 1896 puis de nouveau depuis 1912.
| Médaille d'or         | Médaille d'argent                                                                            | Médaille de bronze |
| --------------------- | -------------------------------------------------------------------------------------------- | ------------------ |
| - 1928 : Henry Hansen | - 1964 : Kjeld Rodian - 1968 : Leif Mortensen - 1996 : Rolf Sørensen - 2016 : Jakob Fuglsang |                    |

#### Course en ligne féminine
L'épreuve de course en ligne féminine est organisée aux Jeux olympiques depuis 1984. Le Danemark n'y a jamais remporté de médaille.

#### Contre-la-montre individuel masculin
L’épreuve de contre-la-montre individuel masculin est organisée aux Jeux olympiques depuis 1996. Le Danemark n'y a jamais remporté de médaille.

#### Contre-la-montre individuel féminin
L’épreuve de contre-la-montre individuel féminin est organisée aux Jeux olympiques depuis 1996. Le Danemark n'y a jamais remporté de médaille.

#### Course par équipes
L'épreuve de course en ligne par équipes est organisée aux Jeux olympiques de 1912 à 1956.
| Médaille d'or                                    | Médaille d'argent                                | Médaille de bronze |
| ------------------------------------------------ | ------------------------------------------------ | ------------------ |
| - 1928 : Henry Hansen Orla Jørgensen Leo Nielsen | - 1932 : Henry Hansen Leo Nielsen Frode Sørensen |                    |

#### Contre-la-montre par équipes
L'épreuve de contre-la-montre par équipes est organisée aux Jeux olympiques de 1960 à 1992.
| Médaille d'or | Médaille d'argent | Médaille de bronze                                          |
| ------------- | ----------------- | ----------------------------------------------------------- |
|               |                   | - 1976 : Jørn Lund Verner Blaudzun Gert Frank Jørgen Hansen |

### Championnats du monde de cyclisme sur route

#### Course en ligne masculine
Le championnat du monde de course en ligne masculine est organisé depuis 1927, avec pour seule interruption, de 1939 à 1945, la Seconde Guerre mondiale.
| Médaille d'or          | Médaille d'argent                                                     | Médaille de bronze                                                         |
| ---------------------- | --------------------------------------------------------------------- | -------------------------------------------------------------------------- |
| - 2019 : Mads Pedersen | - 1970 : Leif Mortensen - 1997 : Bo Hamburger - 2010 : Matti Breschel | - 1978 : Jørgen Marcussen - 2008 : Matti Breschel - 2021 : Michael Valgren |

#### Course en ligne féminine
Le championnat du monde de course en ligne féminine est organisé depuis 1958.
| Médaille d'or              | Médaille d'argent | Médaille de bronze                                        |
| -------------------------- | ----------------- | --------------------------------------------------------- |
| - 2016 : Amalie Dideriksen |                   | - 2017 : Amalie Dideriksen - 2023 : Cecilie Uttrup Ludwig |

#### Contre-la-montre individuel masculin
Le championnat du monde de contre-la-montre individuel masculin est organisé depuis 1994. Le Danemark n'ya jamais remporté de médaille.

#### Contre-la-montre individuel féminin
Le championnat du monde de contre-la-montre individuel fémin est organisé depuis 1994.
| Médaille d'or | Médaille d'argent | Médaille de bronze       |
| ------------- | ----------------- | ------------------------ |
|               |                   | - 2009 : Linda Villumsen |

#### Contre-la-montre par équipes nationales masculines
Le championnat du monde de contre-la-montre par équipes nationales est organisé à partir de 1962. À partir de 1972, il n'est plus organisé les années olympiques. Sa dernière édition par équipes nationales a lieu en 1994, année de la création du championnat du monde du contre-la-montre individuel.
| Médaille d'or                                                       | Médaille d'argent | Médaille de bronze |
| ------------------------------------------------------------------- | --- | ------------------ |
| - 1966 : Werner Blaudzun Jørgen Hansen Ole Højlund Flemming Wisborg | - 1962 : Ole Ritter Vagn Bangsburg Mogens Twilling Ole Kroier - 1967 : Werner Blaudzun Jørgen Hansen Leif Mortensen Henning Pedersen - 1969 : Mogens Frey Jørgen Hansen Jørn Lund Leif Mortensen |                    |

#### Contre-la-montre par équipes nationales féminines
Le championnat du monde de contre-la-montre par équipes nationales féminines est organisé à partir de 1987 à 1994. Le Danemark n'y a pas remporté de médaille.

### Championnats d'Europe de cyclisme sur route

#### Contre-la-montre individuel masculin
Le championnat d'Europe de contre-la-montre individuel masculin est organisé depuis 2016.
| Médaille d'or | Médaille d'argent       | Médaille de bronze |
| ------------- | ----------------------- | ------------------ |
|               | - 2019 : Kasper Asgreen |                    |

## Sélectionneurs
Lars Bonde, directeur sportif de l'équipe du Danemark et sélectionneur de l'équipe masculine sur route depuis 2008, quitte ses fonctions après les Jeux olympiques de 2016. Le poste est vacant depuis. Anders Lund et Henrik Simper, respectivement sélectionneurs des équipes espoirs et juniors, assurent l'intérim, notamment à l'occasion des championnats du monde de 2016 à Doha,.
Catherine Marsal est sélectionneuse de l'équipe féminine depuis 2015.